# Andreas Khol

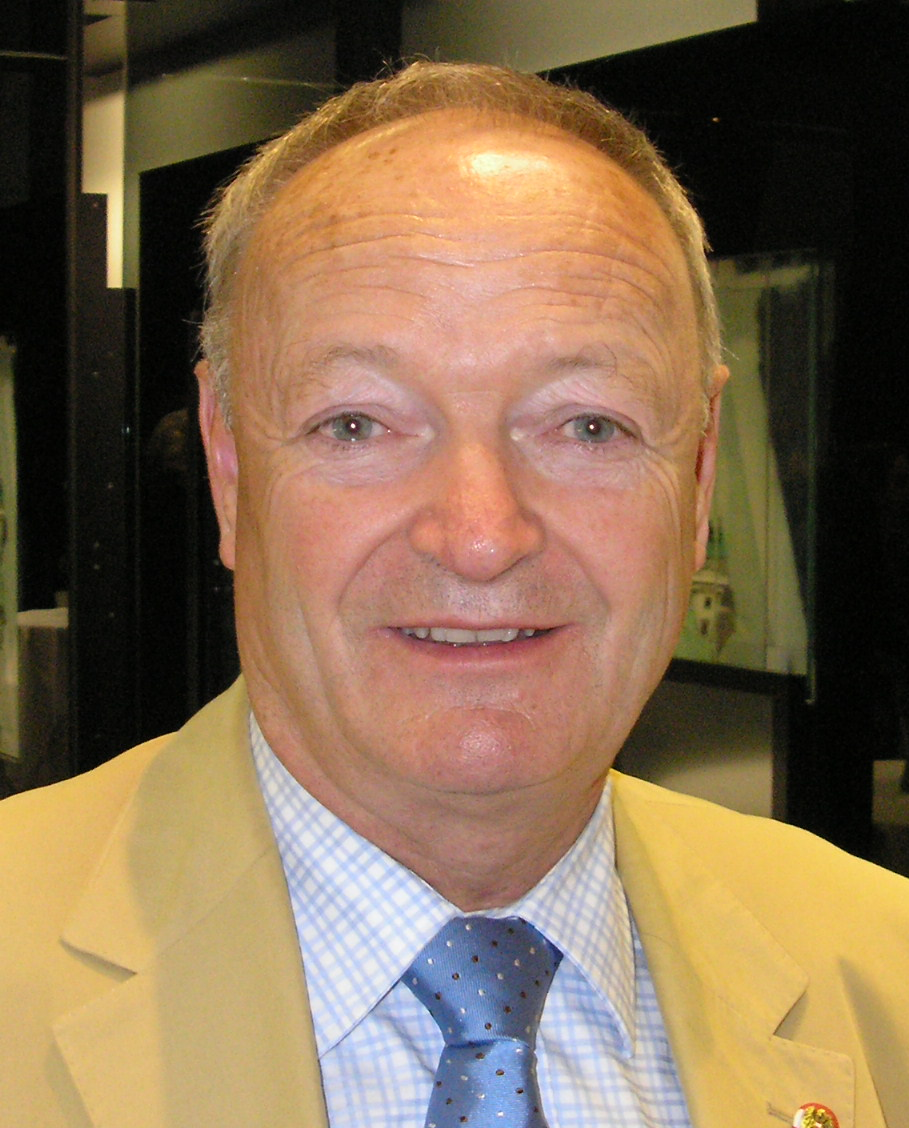
Andreas Khol (2006)

Andreas Khol (* 14. Juli 1941 in Bergen auf Rügen, Provinz Pommern, Deutsches Reich) ist ein ehemaliger österreichischer Politiker (ÖVP). Er war langjähriger Nationalratsabgeordneter, ÖVP-Klubobmann sowie von 2002 bis 2006 Nationalratspräsident. Er trat als Kandidat für die Bundespräsidentenwahl in Österreich 2016 an.

## Leben
Khol wurde als Sohn des Südtiroler Bauingenieurs Herbert Khol aus einer Freibauern-Familie am Ritten bei Bozen und der Eva Crédé-Hoerder, der Tochter des Arztes Carl Credé, auf der deutschen Ostseeinsel Rügen geboren und wuchs in Gossensaß und in Sterzing in Südtirol auf. 1946 zog die Familie nach Innsbruck. Nach der Matura am Akademischen Gymnasium Innsbruck studierte Khol Rechtswissenschaften an der Universität Innsbruck und in Paris; er promovierte im Jahr 1963 (Dr. iur.). Seit 1959 ist er Mitglied der katholischen Studentenverbindung AV Raeto-Bavaria Innsbruck im ÖCV. Im Jahr 1969 erfolgte seine Habilitation bei Felix Ermacora an der Universität Wien (Verfassungsrecht, 
Internationale Organisationen), wo er 1980 zum außerordentlichen Universitätsprofessor ernannt wurde.
1966 wurde Khol Sekretär beim österreichischen Verfassungsgerichtshof, gleichzeitig Generalsekretär der Österreichischen Gesellschaft für Außenpolitik. 1969 bis 1973 war er internationaler Beamter im Sekretariat des Europarates. Dort arbeitete er im internationalen Menschenrechtsschutz. 1974 folgte er einem Ruf an die Spitze der Politischen Akademie der ÖVP, die er bis 1993 als Direktor leitete. Er war Gründungs-Exekutivsekretär der Europäischen Demokratischen Union 1978, die von Josef Taus als Parteiobmann mit Helmut Kohl, Margaret Thatcher und Jacques Chirac als Internationale der Christdemokraten und Konservativen Parteien – als Gegengewicht zur Sozialistischen Internationale – gegründet wurde.
Zwischen 19. Mai 1983 und 30. Oktober 2006 war Khol Abgeordneter zum Nationalrat. Von 1994 bis 1999 sowie von 2000 bis 2002 war er Klubobmann der Parlamentsfraktion der ÖVP. In der Debatte um die Nachfolge für Erhard Busek als Parteiobmann nach der Nationalratswahl 1995 galt Khol als der Kandidat des konservativen Parteiflügels. Neuer Parteichef wurde jedoch Wolfgang Schüssel. Mit ihm verband ihn bald eine enge politische Weggemeinschaft. Mit Schüssel, Elisabeth Gehrer und Wilhelm Molterer bereitete er die Koalition mit Jörg Haiders FPÖ vor und gehörte zum „Küchenkabinett“ der ÖVP, denn als im Dezember 1999 die ÖVP offiziell Koalitionsverhandlungen mit der SPÖ führte, die zunehmend spießender wurden, verhandelte die ÖVP in der Wohnung Khols in Wien-Hietzing parallel dazu mit der FPÖ. Vom 20. Dezember 2002 bis zum 30. Oktober 2006 war Andreas Khol (Erster) Präsident des Nationalrates. Daneben übte er noch Funktionen als Vorstands- und Präsidiumsmitglied der ÖVP und als Bundesobmann des ÖVP-Seniorenbundes aus. Diese Funktionen übte Khol bis zu seinem Rückzug aus der aktiven Politik 2016 aus.
Im März 1995 berichtete das Magazin Profil  über sexuellen Missbrauch durch Kardinal Hans Hermann Groër. Berichten zufolge soll Khol durch Parteianwalt Michael Graff versucht haben, die Berichterstattung zu verhindern.

### Ab 2006

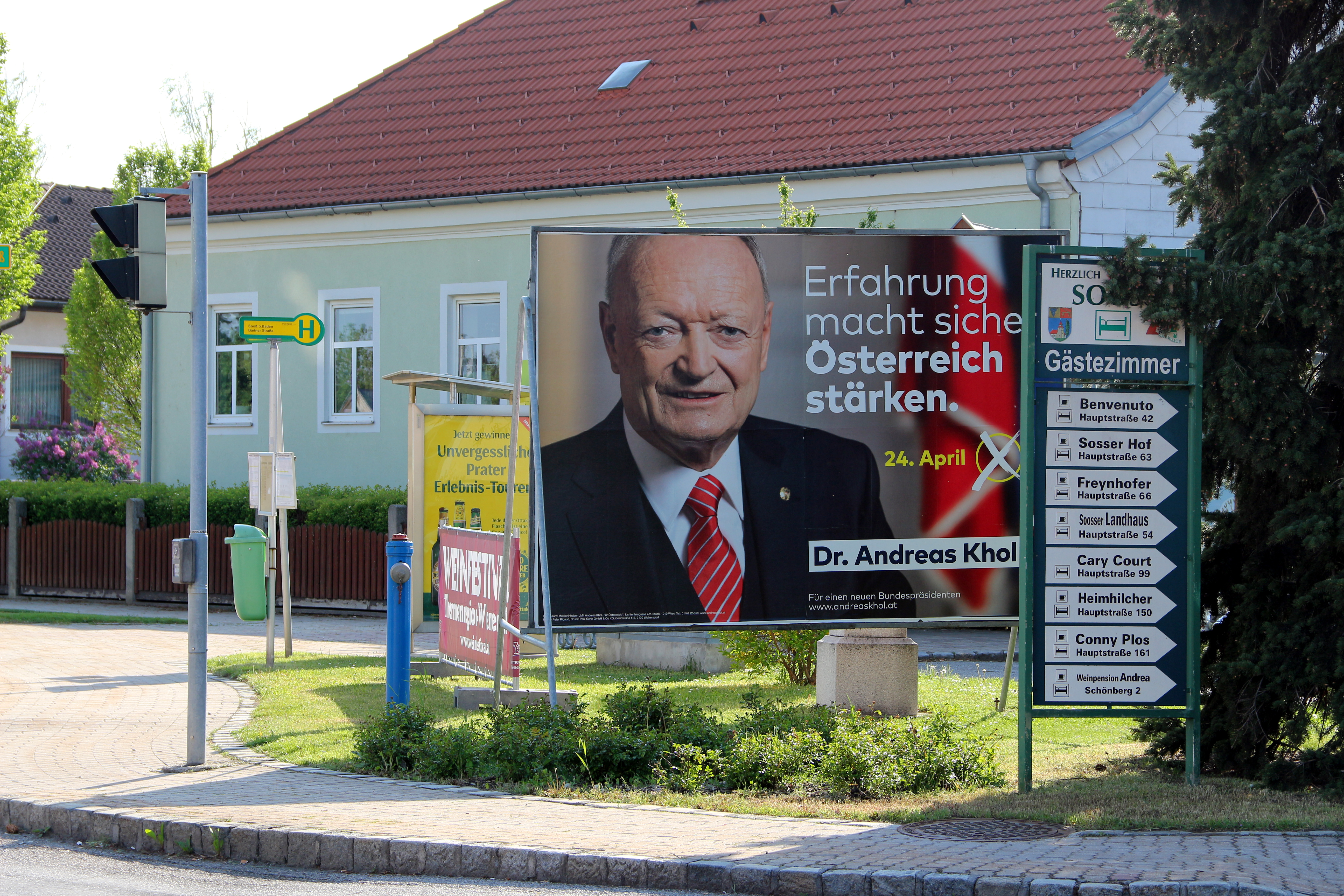
Wahlplakat während der Bundespräsidentenwahl in Österreich 2016 in Sooß

Nach der Nationalratswahl 2006, in der die ÖVP ihre relative Mandatsmehrheit verlor, kündigte er am 11. Oktober 2006 an, von seinem Mandat keinen Gebrauch zu machen. Khol war anschließend bis Jänner 2016 Obmann des Seniorenbunds der ÖVP. Als Mitglied des Parteivorstands und Kommentator in der Tageszeitung Die Presse steht er aber auch weiterhin in der Öffentlichkeit. Daneben gibt er weiterhin – wie seit 1976 – das Standardwerk Österreichisches Jahrbuch für Politik heraus.
Gemeinsam mit ÖVP-Politikern wie Erhard Busek und Herbert Kohlmaier gründete er ein katholisches Laienbündnis, das die Abschaffung des Zölibats im römisch-katholischen Priestertum und die Weihe von Frauen zu Diakoninnen fordert.
Am 10. Jänner 2016 wurde Khol als ÖVP-Kandidat für die Bundespräsidentenwahl in Österreich 2016 präsentiert. Nach seiner Wahlniederlage im ersten Wahlgang (er erreichte nur den fünften Platz von sechs Bewerbern) kündigte Khol an, sich aus der Politik zurückzuziehen.

### Familie
Sein jüngster Sohn ist der Maler Julian Khol.

## Werke
- Marxismus mit Zuckerguss (1978, Analyse des Parteiprogramms der SPÖ aus konservativer Sicht)
- Die Kampagne, 1987 (Hrsg.)
- Fragen und Antworten zur EG-Integration, 1989
- Fragen und Antworten zu Europa, 1991
- Den besten Weg für Österreich gehen, 1991 (Hrsg.)
- Neue Außenpolitik in einer neuen Welt, 1993 (Hrsg.)
- Mein politisches Credo, 1998
- Durchbruch zur Bürgergesellschaft, 1999
- Die Wende ist geglückt. Der schwarz-blaue Marsch durch die Wüste Gobi, 2001
- Die Freiheit hat kein Alter. Senioren. Zukunft. Leben, 2006

## Auszeichnungen
- 1992: Großes Silbernes Ehrenzeichen für Verdienste um die Republik Österreich[11]
- 1998: Großes Goldenes Ehrenzeichen mit dem Stern für Verdienste um die Republik Österreich[11]
- 2005: Ehrenzeichen des Landes Tirol
- 2005: Großes Goldenes Ehrenzeichen am Bande für Verdienste um die Republik Österreich[11][12]
- 2007: Ehrenring der Stadt Innsbruck
- Großes Verdienstkreuz mit Stern des Verdienstordens der Bundesrepublik Deutschland[11]
- Großkreuz des Ungarischen Verdienstordens[11]
- Komtur mit Stern des Verdienstordens der Republik Polen[11]
- Kommandeur der Ehrenlegion (Frankreich)[11]